# International Astronomical Youth Camp
L'International Astronomical Youth Camp (IAYC) (in italiano: campo astronomico internazionale per giovani) è un campo estivo annuale di giovani che condividono lo stesso interesse per l'astronomia.
Organizzato per la prima volta in Germania nel 1969, l'IYAC ha avuto luogo ormai in oltre 30 differenti paesi europei, dell'Africa del Nord e del Vicino Oriente.
Lo scopo principale del campo estivo è quello di fare incontrare giovani da differenti paesi del mondo per lavorare insieme, apprendendo qualcosa sul metodo di lavoro in astronomia, ed in scienza in generale.
Dal 1969, più di 1500 giovani hanno preso parte ai campi IAYC.